# Lomariopsis cordata
Lomariopsis cordata är en ormbunkeart som först beskrevs av Roland Napoléon Bonaparte, och fick sitt nu gällande namn av Arthur Hugh Garfit Alston. Lomariopsis cordata ingår i släktet Lomariopsis och familjen Lomariopsidaceae. Inga underarter finns listade.